# Тускола (округ)
Шаблон:StateAbbr_ 43°28′00″ пн. ш. 83°27′00″ зх. д. / 43.466666666667° пн. ш. 83.45° зх. д.
Округ  Тускола (англ. Tuscola County) — округ (графство) у штаті Мічиган, США. Ідентифікатор округу 26157.

## Історія
Округ утворений 1840 року.

## Демографія
За даними перепису 
2000 року 
загальне населення округу становило 58266 осіб, зокрема міського населення було 11560, а сільського — 46706.
Серед мешканців округу чоловіків було 29101, а жінок — 29165. В окрузі було 21454 домогосподарства, 15981 родин, які мешкали в 23378 будинках.
Середній розмір родини становив 3,07.
Віковий розподіл населення поданий у таблиці:
| Стать    | До 15 років | 15-21 | 22-29 | 30-39 | 40-49 | 50-65 | 65-85 | Понад 85 |
| -------- | ----------- | ----- | ----- | ----- | ----- | ----- | ----- | -------- |
| Чоловіки | 6449        | 3296  | 2620  | 4142  | 4609  | 4790  | 2921  | 274      |
| Жінки    | 5998        | 2861  | 2432  | 4153  | 4562  | 4904  | 3657  | 598      |

## Суміжні округи
- Гурон — північ
- Сенілак — схід
- Сегіно — захід
- Лапір — південний схід
- Дженесі — південний захід
- Бей — захід

## Виноски
1. ↑  U.S. Decennial Census. United States Census Bureau. Процитовано 28 вересня 2014.
2. ↑  Historical Census Browser. University of Virginia Library. Архів оригіналу за 11 серпня 2012. Процитовано 28 вересня 2014.
3. ↑  Population of Counties by Decennial Census: 1900 to 1990. United States Census Bureau. Процитовано 28 вересня 2014.
4. ↑  Census 2000 PHC-T-4. Ranking Tables for Counties: 1990 and 2000 (PDF). United States Census Bureau. Процитовано 28 вересня 2014.
5. ↑  State & County QuickFacts. United States Census Bureau. Архів оригіналу за 3 вересня 2011. Процитовано 29 серпня 2013. [Архівовано 2011-09-03 у Wayback Machine.](англ.) Наведено за англійською вікіпедією.
6. ↑  American FactFinder. Бюро перепису населення США. Архів оригіналу за 26 лютого 2012. Процитовано 31 січня 2008. [Архівовано 2008-05-21 у Wayback Machine.]

| США | Це незавершена стаття з географії США. Ви можете допомогти проєкту, виправивши або дописавши її. |